# Divion
Divion település Franciaországban, Pas-de-Calais megyében. Lakosainak száma 6830 fő (2022. január 1.). Divion Bruay-la-Buissière, Ourton, Beugin, Calonne-Ricouart, Camblain-Châtelain és Houdain községekkel határos.

## Népesség
A település népességének változása:
| Lakosok száma | 6775 | 6833 | 6943 | 6978 | 6977 | 6963 | 6957 | 6893 | 6830 |
|               | 2013 | 2015 | 2016 | 2017 | 2018 | 2019 | 2020 | 2021 | 2022 |

## Híres személyek
- itt született Simon Zimny (1927–2007) válogatott francia labdarúgó, edző